# Сельское поселение Белавинское
Сельское поселение Белавинское — упразднённое муниципальное образование в Орехово-Зуевском районе Московской области России. 10 января 2018 года его территория вошла в новообразованный городской округ Ликино-Дулёво.
Административный центр — деревня Савинская.

## География
Расположено в восточной части района. На юге граничит с сельским поселением Дороховским, на юго-западе — сельским поселением Новинским, на северо-западе — с сельским поселением Горским, на севере — с сельским поселением Верейским, на северо-востоке — с Петушинским районом Владимирской области, на востоке — с городским поселением Шатура Шатурского района. Площадь территории сельского поселения — 29 508 га.

## История
Образовано в ходе муниципальной реформы, в соответствии с Законом Московской области от 28.02.2005 года № 67/2005-ОЗ «О статусе и границах Орехово-Зуевского муниципального района и вновь образованных в его составе муниципальных образований».
В состав сельского поселения вошли 25 населённых пунктов упразднённой административно-территориальной единицы — Белавинского сельского округа:

## Население
| 2006  | 2007  | 2008  | 2009  | 2010  | 2011  |
| ----- | ----- | ----- | ----- | ----- | ----- |
| 4915  | ↘4784 | ↘4746 | ↘4723 | ↗4804 | ↘4776 |
| 2012  | 2013  | 2014  | 2015  | 2016  | 2017  |
| →4776 | ↘4732 | ↘4698 | ↘4622 | ↘4571 | ↘4498 |
| 2018  |       |       |       |       |       |
| ↘4428 |       |       |       |       |       |

## Состав сельского поселения
| №  | Населённый пункт          | Тип населённого пункта          | Население |
| -- | ------------------------- | ------------------------------- | --------- |
| 1  | Аксёново                  | деревня                         | ↗26       |
| 2  | Аринино                   | деревня                         | →2        |
| 3  | Белавино                  | деревня                         | ↗101      |
| 4  | Васютино                  | деревня                         | ↘42       |
| 5  | Власово                   | деревня                         | ↘6        |
| 6  | Грибчиха                  | деревня                         | ↗33       |
| 7  | Губино                    | деревня                         | ↗3426     |
| 8  | Дорофеево                 | деревня                         | ↗63       |
| 9  | Лыщиково                  | деревня                         | ↘2        |
| 10 | Мануйлово                 | деревня                         | ↗21       |
| 11 | Новониколаевка            | деревня                         | ↗33       |
| 12 | Пашнево                   | деревня                         | ↘21       |
| 13 | Посёлок кирпичного завода | посёлок                         | →0        |
| 14 | Савинская                 | деревня, административный центр | ↘1587     |
| 15 | Софряково                 | деревня                         | ↘4        |
| 16 | Старый Покров             | деревня                         | ↗20       |
| 17 | Тимонино                  | деревня                         | ↘30       |
| 18 | Федотово                  | деревня                         | ↘30       |
| 19 | Филиппово                 | деревня                         | ↘3        |
| 20 | Фокино                    | посёлок                         | ↘17       |
| 21 | Халтурино                 | деревня                         | ↗22       |
| 22 | Чистое                    | посёлок                         | ↘34       |
| 23 | Чукаево                   | деревня                         | ↘13       |
| 24 | Щетиново                  | деревня                         | ↘49       |
| 25 | Яковлево                  | деревня                         | ↘70       |

## Местное самоуправление
Глава сельского поселения — Ахматов Анатолий Иванович. Адрес администрации: 142636, Московская область, Орехово-Зуевский район, д. Савинская, дом 29-а.

## Русская православная церковь
- Церковь Покрова Пресвятой Богородицы в деревне Пашнево (1849 г.)  Объект культурного наследия № 5000002419№ 5000002419
- Церковь Покрова Пресвятой Богородицы в деревне Яковлево (конец XIX века)  Объект культурного наследия № 5000000038№ 5000000038
- Церковь Казанской иконы Божией Матери в деревне Губино (2-я половина XIX века)  Объект культурного наследия № 5000000030№ 5000000030
- Церковь Покрова Пресвятой Богородицы в деревне Старый Покров (2-я половина XIX века)  Объект культурного наследия № 5000002422№ 5000002422
- Церковь иконы Божией Матери «Взыскание Погибших» в деревне Савинской (1888—1890 гг)  Объект культурного наследия № 5000002420№ 5000002420